# Źródło Maryjne

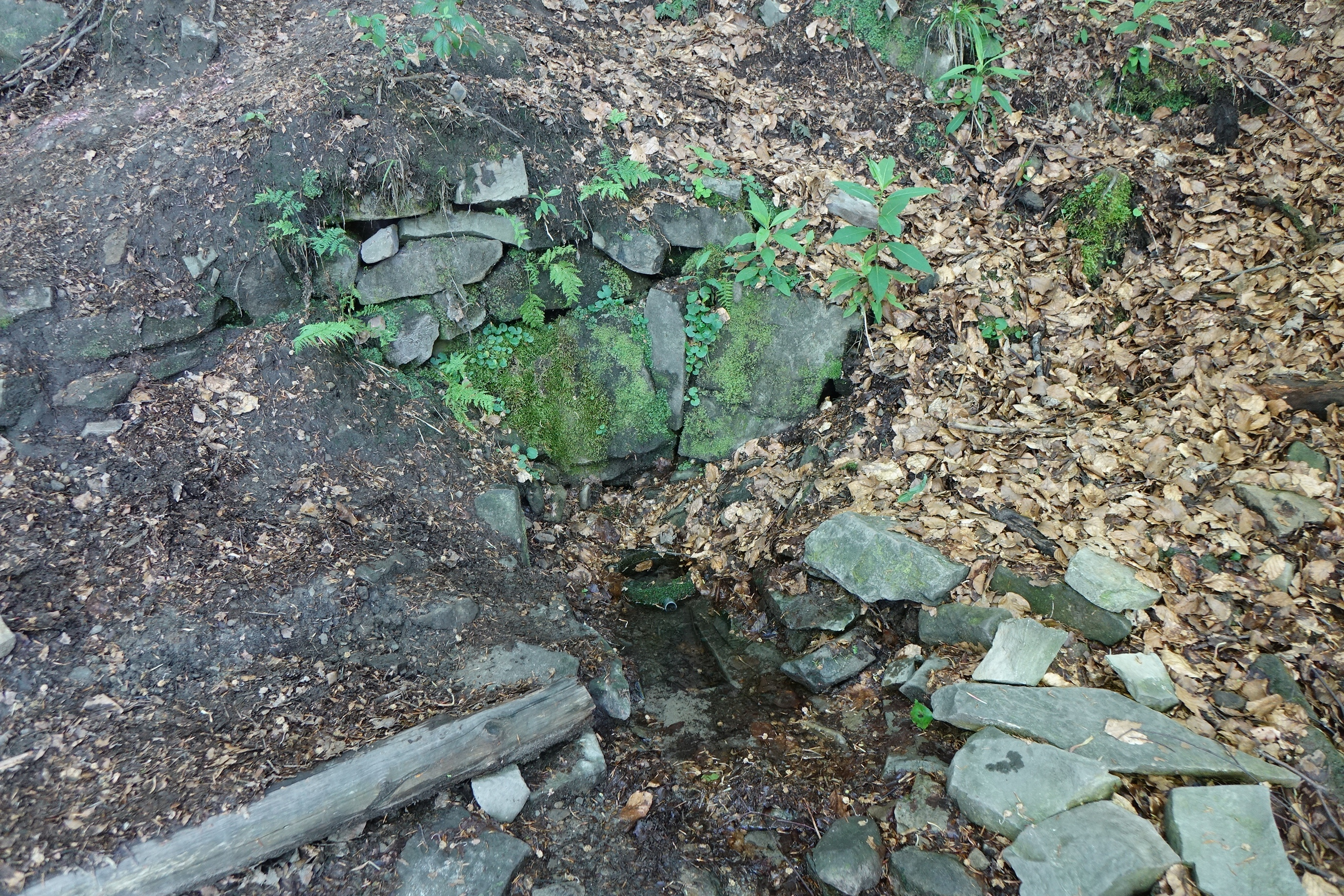
Źródło Maryjne

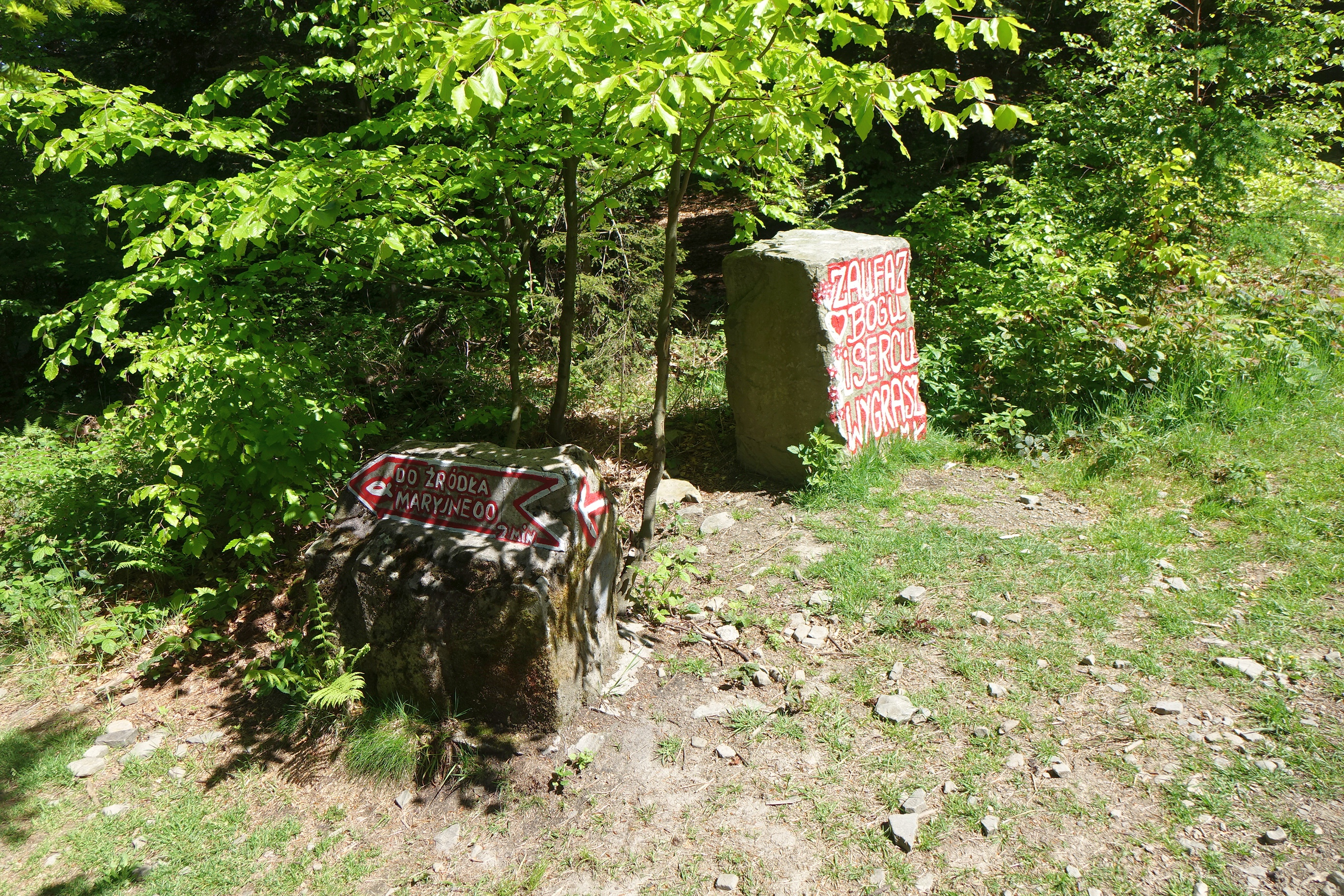
Kamienie przy żóltym i czerwonym szlaku wskazujące dojście do źródła

Źródło Maryjne – źródło, z którego wypływa potok Kozówka w Beskidzie Małym. Został tak nazwane ze względu na szczególny kult Matki Bożej w tej okolicy.
Źródło położone jest w lesie na wysokości około 675 m. Znajduje się na północnm stoku Chrobaczej Łąki przy żółtym i czerwonym szlaku turystycznym biegnącym od jej szczytu do Przełęczy u Panienki. Dojście do źródła (2 min.) wskazują dwa opisane kamienie przy tym szlaku. Źródło zaznaczone jest na mapie Compassu i ma znaczenie dla turystów wędrujących Małym Szlakiem Beskidzkim – mogą tu uzupełnić swoje zapasy wody. Zejście prowadzi przez gęsty, młody las. Niewielkie źródełko wypływa pod skałą. Obok na bukach dwie małe kapliczki szafkowe i resztki żeliwnego krzyża. Woda ze źródła podobno ma własności lecznicze, „nie wiadomo tylko dlaczego potok nazywa się Czerwonka” (obecnie ma nazwę Kozówka).
Źródło znajduje się w granicach wsi Kozy w województwie śląskim, w powiecie bielskim, w gminie Kozy.